# Altes Rathaus (Pirmasens)
Das Alte Rathaus ist ein denkmalgeschützter spätbarocker Bau im Zentrum von Pirmasens, der von 1771 bis 1945 als Rathaus der Stadt diente. Heute ist es eines der letzten Überbleibsel aus der Zeit, als Pirmasens die Residenz des Landgrafen Ludwigs IX. von Hessen-Darmstadt war, und wird als Museum genutzt.

## Lage
Das Gebäude liegt inmitten der Pirmasenser Fußgängerzone in der Hauptstraße 26. Es befindet sich an der Westseite des unteren Schlossplatzes, der nach Osten durch die Schlosstreppen mit ihrer großen Brunnenanlage begrenzt wird. Oberhalb der Treppen steigt die Doppelturmfassade der Kirche St. Pirmin empor, die dem Rathaus genau gegenübergesetzt steht.

## Geschichte

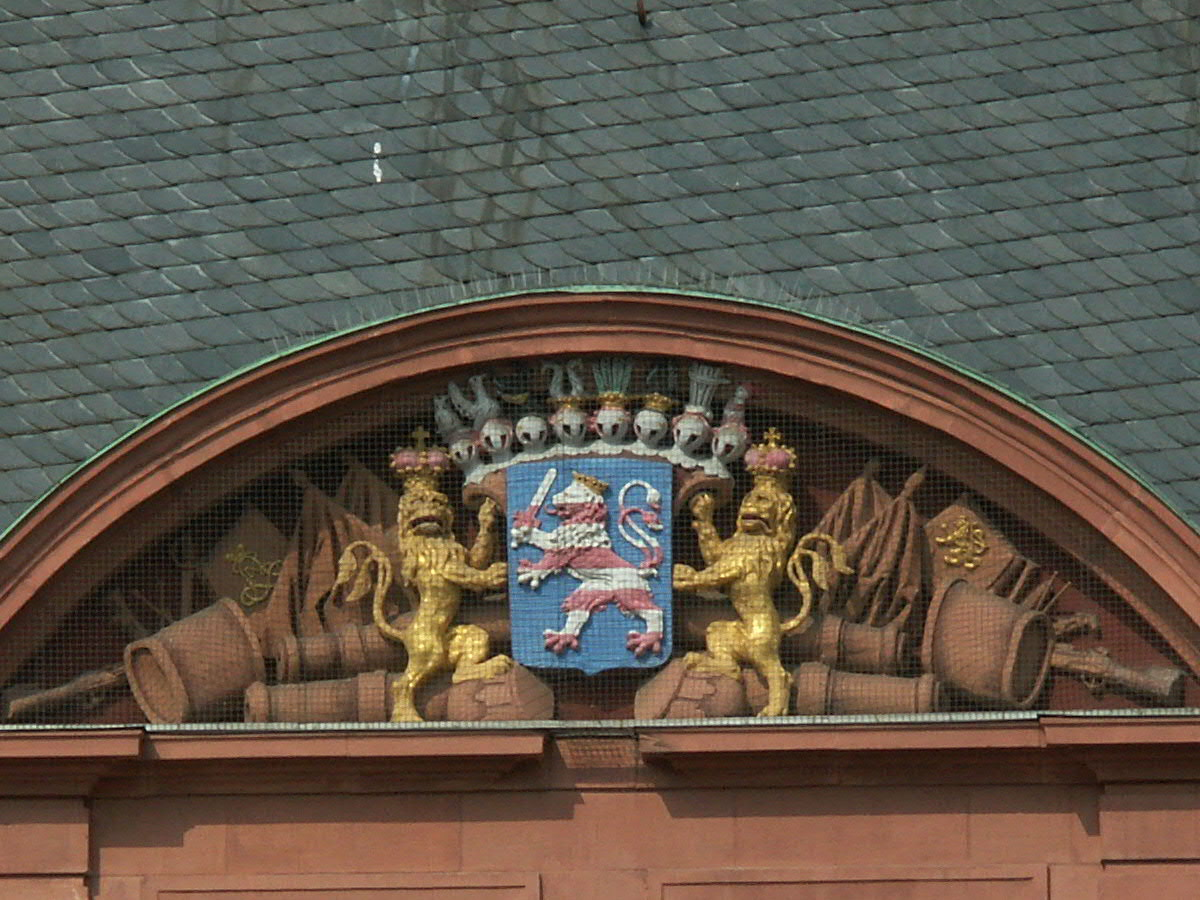
Das Wappenfeld mit hessischen Löwen

Nachdem Pirmasens 1763 die Stadtrechte erhalten hatte, setzte der Landgraf 1769 einen Stadtrat aus acht Bürgern ein und ernannte den bisherigen Schultheiß Johann Heinrich Schneider zum ersten Bürgermeister der Stadt. In diesem Zuge machte er es der Bevölkerung aber auch zur Auflage, ein neues Rathaus zu errichten. Das bisherige Rathaus lag hinter der heutigen Lutherkirche in der Schäfergasse und war den Anforderungen der wachsenden Soldatenstadt nicht mehr gewachsen. Um das Jahr 1770 begannen die Bauarbeiten durch den Tiroler Werkmeister Rochus Pfeiffer nach Plänen des Saarbrücker Baudirektors Friedrich Joachim Stengel. 1772 wurde der Glockenturm auf das Mansarddach gesetzt, im Jahr darauf setzte man in Zweibrücken gegossene Glocken ein und im Jahr 1774 konnte die Errichtung schließlich abgeschlossen werden.
Das Pirmasenser Schloss lag zur Zeit der Erbauung gegenüber dem Rathaus an der Stelle der heutigen Schlosstreppen. Das Schloss lag genau auf dem Hang und besaß vier Stockwerke zum unteren, aber nur zwei Stockwerke zum oberen Schlossplatz.
Gegen Ende des Zweiten Weltkriegs wurde das Gebäude von Bomben getroffen und brannte bis auf die Außenmauern aus. Die Stadtverwaltung zog in die weniger stark beschädigte und zuerst wiederaufgebaute Exerzierplatzschule um, die seitdem als Neues Rathaus dient. Die Fassade des Alten Rathauses wurde gesichert und blieb stehen, bis man vor dem 200-jährigen Stadtjubiläum den Wiederaufbau in Angriff nahm. 1963 war die Wiederherstellung des Alten Rathauses abgeschlossen. Dabei wurde das Gebäude um eine vierte Etage aufgestockt, um es der umliegenden Nachkriegsbebauung anzupassen.
Seit dem Wiederaufbau nutzt man das Gebäude als Museum. Der Schwerpunkt ist dabei bis heute die Präsentation der Heimat- und Stadtgeschichte. Weiterhin gibt es ein kleines Schuhmuseum mit einer Sammlung historischer Schuhmodelle und -maschinen sowie das Scherenschnittkabinett mit Werken der Künstlerin Elisabeth Emmler. Zusätzlich wurde in der Bürkelgalerie die große städtische Sammlung von Werken Heinrich Bürkels, eines bedeutenden Malers der Biedermeierzeit, ausgestellt, bis die Galerie 2014 ins neu eröffnete Forum Alte Post umzog. 1995 wurde die eine erhaltene von ursprünglich zwei Rathausglocken geschweißt und wieder als Uhrschlagglocke in den Turm verbracht. Ebenso wurde ein 14-stimmiges Glockenspiel der Fa. Petit & Fritsen installiert.

## Architektur

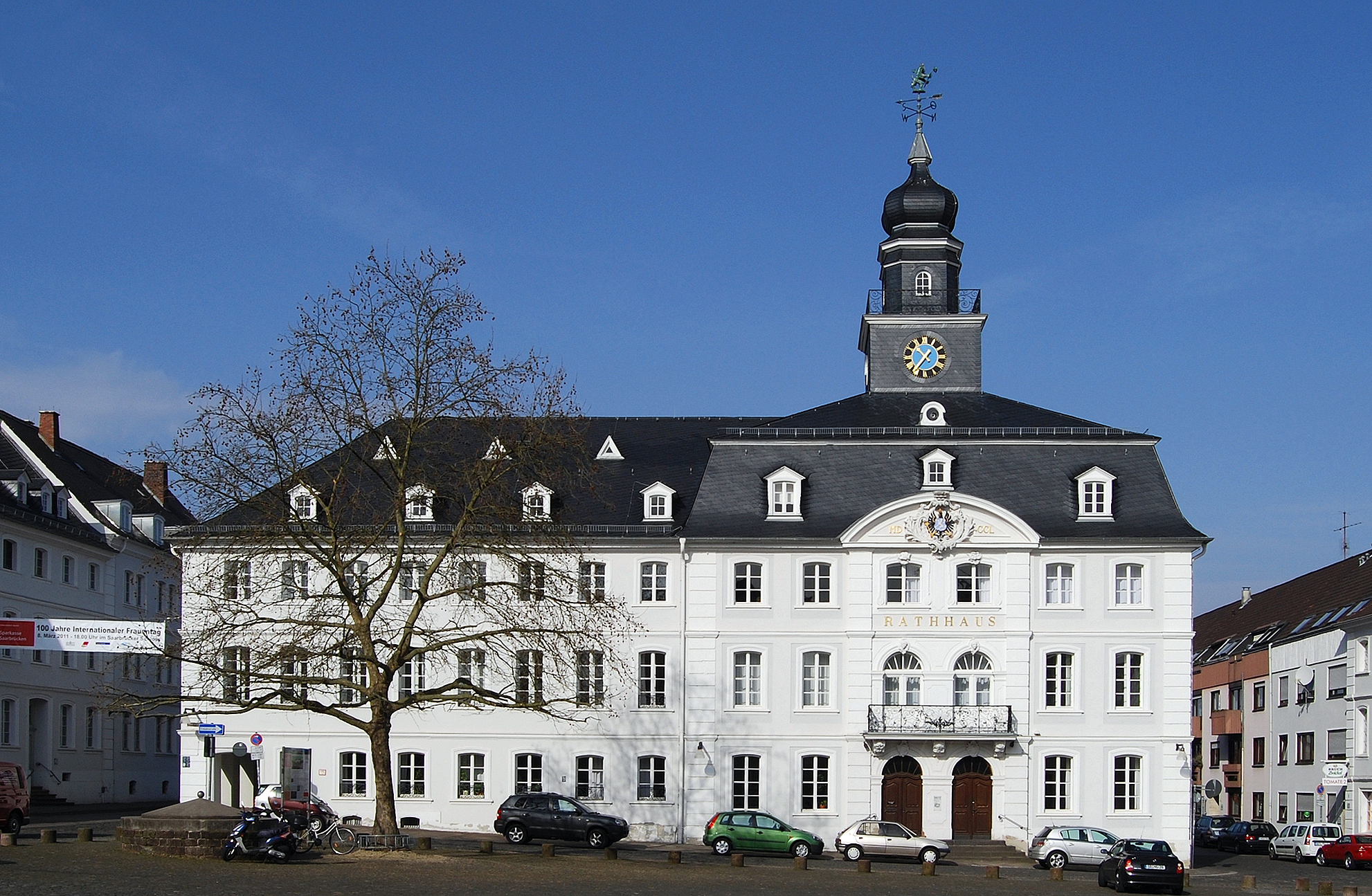
Das Vorbild für das Pirmasenser Rathaus auf dem Schlossplatz in Saarbrücken

Inspiriert wurde der Bau offensichtlich vom früheren Rathaus von Alt-Saarbrücken auf dem Saarbrücker Schlossplatz, das Stengel zwei Jahrzehnte zuvor entwarf. Ebenso wie dieses wurde das Alte Rathaus in Pirmasens einem Schloss gegenübergesetzt und sollte darauf Bezug nehmen.
Auch die ursprünglichen drei Stockwerke, der Mittelrisalit mit Wappenfeld und der zentrale Glockenturm auf dem gewalmten Mansarddach entsprechen dem Vorbild, das Gebäude in Pirmasens besitzt allerdings zusätzlich zwei Seitenrisalite und hat acht statt sechs Fensterachsen. Somit erscheint das Pirmasenser Alte Rathaus – insbesondere durch die Aufstockung beim Wiederaufbau – mächtiger als sein Saarbrücker Vorbild, obwohl dieses durch seinen dreistöckigen seitlichen Anbau die deutlich längere Fassadenfront besitzt.
Bis heute erinnert das Rathaus durch das hessische Löwenwappen im Segmentbogenfeld des Mittelrisalits an den Landgrafen und die darmstädtische Herrschaft über die Stadt.